# فدراسیون فوتبال بنین
فدراسیون فوتبال بنین (فرانسوی: Fédération Béninoise de Football, FEBEFOOT, FBF‎) نهاد اداره‌کننده مسابقات فوتبال و فوتسال در کشور بنین است.
این فدراسیون که در سال ۱۹۶۲ تأسیس شده عضو کنفدراسیون فوتبال آفریقا و فیفا نیز می‌باشد و مقر آن در شهر پورتو نووو است.